# Menwar
 (janvier 2020).
Si vous disposez d'ouvrages ou d'articles de référence ou si vous connaissez des sites web de qualité traitant du thème abordé ici, merci de compléter l'article en donnant les références utiles à sa vérifiabilité et en les liant à la section « Notes et références ».
Menwar, aussi appelé Lélou à ses débuts, de son vrai nom Stéphano Honoré, né le 21 octobre 1955 à Port-Louis à Maurice, est un chanteur et percussionniste mauricien.

## Biographie

### Enfance et formation
Menwar est né en 1955 à Cassis (une banlieue défavorisée de Port-Louis, la capitale du pays) et issu de la minorité créole de l'île. Son nom de naissance est Stéphane Honoré.
Il effectue dès son plus jeune âge de nombreux petits métiers, tout en découvrant la musique. D'abord inspiré par le séga électrique, à la mode à l'époque, il commence sa carrière à 14 ans, avant d'enregistrer quelques 45 tours à partir de 1973. Il rencontre néanmoins peu de succès et il intègre le groupe Soleil Rouge, lié au parti de gauche Mouvement Militant Mauricien. Mais, au bout d'un an, il préfère prendre ses distances. Son engagement politique lui vaut d'être boycotté par les hôtels où se produisent nombre d'artistes à l'époque. Il est donc obligé de travailler comme maçon ou ouvrier pour subvenir à ses besoins.
Il parvient néanmoins à sortir trois 45 tours en 1977 sous le nom de Lélou (le loup en créole), qui lui valent un certain succès chez les Mauriciens les plus pauvres. Il prend finalement le surnom de Menwar (« Main noire »), puisqu'un autre chanteur possédait le même nom de scène de Lélou. Il adopte progressivement un son plus acoustique et métissé, qu'il baptise le sagaï, et sort sa première cassette, Souvenir le Port en 1980. Suivent Létan Lenfer en 1982 (avec Kaya à la guitare, le futur Bob Marley des Mascareignes) et Kiltir dé Zil en 1984.
Il quitte l'île Maurice en 1985 et s'installe pour plusieurs années dans l'île voisine de La Réunion. Il initie progressivement un retour aux racines de sa musique et fréquente des artistes reconnus comme Danyèl Waro, Gilbert Pounia (Ziskakan) ou René Lacaille qui font renaître le créole et redécouvrent le Maloya.
Il acquiert progressivement une audience internationale et est invité en France en 1992 au festival Africolor, aux côtés de son ancien guitariste Kaya. Pour l'ensemble de son travail, il obtient au milieu des années 1990 le Prix découvertes RFI du meilleur artiste de l’Océan Indien. Il rentre à Maurice en 1994, où il produit plusieurs cassettes vendues sur le marché local. Il réalise ensuite la musique de la comédie musicale Mokko, créée à Marseille en 1995, d'après une œuvre de l'auteur surréaliste mauricien Malcolm de Chazal.
Il ouvre une première école de ravane en 1996 dans la banlieue de Port Louis.
Il sort son premier CD en 1998, Pop lékonomi, puis publie un livre de méthode de ravanne avec une cassette et multiplie les participations à des projets musicaux. Il sort ensuite Léko Rivyèr Nwar en 2002 avec son groupe Sagaï et effectue une tournée internationale qui l'emmène en France (entre autres au Festival Musiques métisses d’Angoulême), à Mayotte, en Afrique du Sud, à la Réunion (au Sakifo Musik Festival) et dans les autres îles de l'Océan Indien. En 2006, l'album Ay Ay lolo lui vaut une véritable reconnaissance internationale et il participe au Festival international de jazz de Montréal. En 2009, il ressort Pop Lékonomi. Il alterne concerts à Maurice et à l'international, et réalise l'album Vwayaz ar mwa en 2016.

## Influence
Spécialiste du tambour ravanne, le tambour traditionnel de Maurice fabriqué en peau de chèvre tendue sur un cercle de bois, il joue aussi du banjo, de la guitare ou du piano à pouce, et crée lui-même certains de ses instruments à partir de coquille de pistache ou de fleurs de Canne à sucre. Il a développé un séga innovant, le sagaï, influencé par les musiques africaines et des styles musicaux comme le Jazz, le Blues, le Reggae ou le Seggae.
Très populaire dans la minorité créole, Menwar est un artiste engagé bien qu'il refuse de s'engager concrètement en politique. Il chante principalement en créole mauricien, mais aussi en français. Il s’inspire de la vie quotidienne et s'attaque dans ses chansons à l’injustice et aux problèmes politiques et sociaux que rencontre le peuple mauricien (drogue, discriminations, chômage). Il chante aussi l’amour et l’espoir.

## Discographie
- Ça La Vie La / Pop L'économie (45 tours, Green Turtle, 1977)[11]
- Capito / Léti Pommé (45 tours, Green Turtle, 1977)
- Da Morel O / Figure Bonom Noel avec Marclaine Antoine (45 tours,Vikings Music House, 1977)
- Souvenir le Port (cassette, 1980)
- Létan Lenfer (cassette, 1982)
- Kiltir dé Zil (cassette, 1984)
- Pop lékonomi (CD, 1998)
- Léko Rivyèr Nwar (CD, Wannado Productions, 2002)[12]
- Ay Ay lolo (CD, Marabi Productions, 2006)
- Pop Lékonomi (CD, Harbour, 2009)
- Vwayaz ar mwa (CD, FourAces Entertainment, 2016)